# Peter Franaszek
Peter Anthony Franaszek est un informaticien théoricien américain. Il est connu pour ses travaux pionniers dans le domaine du codage de canal contraint (Constrained Channel Coding).

## Biographie
Franaszek obtient un B. Sc. à l'université Brown en 1962 et un Ph. D. en génie électrique à l'université de Princeton en 1966 sous la direction de Bede Liu (en) (On Time Varying Linear Systems).
De 1965 à 1968, il travaille aux Bell Laboratories et, à partir de 1968, au Thomas J. Watson Research Center d'IBM.
En 1973-1974, il est professeur invité à l'université Stanford.

## Travaux de recherche
Ses travaux ont porté principalement sur la représentation d'informations pour le stockage et la transmission, ainsi que sur le positionnement de ces informations dans les systèmes informatiques ; il a travaillé notamment sur le codage contraint, les algorithmes de compression, les architectures d'entrées-sorties, les réseaux de commutation, les algorithmes de défragmentation de disques, les techniques de contrôle de concurrence, les planificateurs de système d'exploitation, ainsi que les techniques et architectures de compression pour les systèmes avec compression de mémoire. Les résultats de Franaszek sur le codage ont déterminé les aspects fondamentaux du codage contraint. Il a conçu un code ternaire appelé MS43 pour la transmission de données, dont une version modifiée, MMS43, est devenue une norme européenne. Avec Albert Widmer, il a conçu le codage 8b/10b utilisé dans les systèmes de télécommunication gigabit. Ultérieurement, il a inventé, avec Bulent Abali et Luis Lastras, un moteur de compression de données qui constitue la base des moteurs de compression/décompression intégrés dans les processeurs IBM z15 et Power9.

## Prix et distinctions
- 1989 : IEEE Emanuel R. Piore Award  "for contributions to the theory and practice of coding for contrained channels in digital recording.[2]
- 2002: ACM Paris Kanellakis Theory and Practice Award[3]
- 2009: IEEE Richard W. Hamming Medal for his contributions to the theory and practice of run-length limited channel coding for magnetic and optical storage[3],[4],[5].

- Franaszek est fellow de l'IEEE,
- Membre émérite du groupe de recherche du IBM TJ Watson Research Center
- Ancien membre de l'IBM Academy of Technology[3].
- IBM Outstanding Innovation Awards « pour les algorithmes de réduction de la fragmentation, la théorie des réseaux, les algorithmes de contrôle de la concordance, RLL, le code 8B/10B et la machine à mémoire compressée ».
- Il détient plus de 50 brevets.